# Miguel Krassnoff
Miguel Krassnoff Martchenko (Ruso: Михаил Семёнович Краснов; Tirol, Austria; 15 de febrero de 1946) alias “El Ruso” es un exmilitar chileno condenado por crímenes de lesa humanidad. Brigadier del Ejército de Chile, participó en el asalto a la casa presidencial de Tomás Moro durante el golpe de Estado de 1973 que derrocó al presidente Salvador Allende y, posteriormente, en diversas misiones, como miembro designado de la policía secreta Dirección de Inteligencia Nacional (DINA) de la dictadura militar de Augusto Pinochet (1973-1990).
Por las anteriores causas fue acusado y condenado en numerosos casos de violación de los derechos humanos, específicamente de secuestro, tortura y desaparición de personas, ocurridos principalmente entre 1974 y 1976. Krassnoff es uno de los militares con más condenas en Chile, totalizando más de 25 ratificadas por la Corte Suprema de Chile, y que sumaban, a mayo de 2023 más de 1000 años de cárcel.

## Biografía
Nacido como Mikhail Semyónovich Krasnov, es hijo de Semión Krasnov, cosaco del Don, y Dhyna Marchenko (pronunciado en ruso Dina Márchenko), cosaca de Kubán, y nieto de Piotr Nikolaevich Krasnov, general y atamán de los cosacos del Don. Nació en Austria al año siguiente de terminada la Segunda Guerra Mundial. Finalizada la guerra, padre y abuelo fueron apresados por los británicos en Lienz por su colaboracionismo con las fuerzas de la Wehrmacht y entregados a los soviéticos —junto a miles de civiles y oficiales cosacos que terminaron en campos de concentración y trabajos forzados como el Gulag o ejecutados ("La traición de Lienz")—. Fueron condenados a muerte en el marco de los procesos que llevaron a cabo los vencedores soviéticos, y ejecutados en 1947, en la prisión de Lubianka, Moscú.
Dhyna Marchenko, junto con su hijo recién nacido y su madre María Chipanoff, lograron emigrar a Sudamérica con el apoyo de oficiales británicos y estadounidenses y la ayuda de un diplomático chileno. El 19 de agosto de 1948, junto con otros refugiados provenientes de distintos países, llegaron a bordo del barco Mercy al puerto de Valparaíso y de allí fueron trasladados a Santiago, al Estadio Nacional, donde fueron alojados en sección de camarines o carpas. El primer hogar de los Krassnoff en la capital chilena consistía en dos piezas con un baño, arrendados en una pensión de la avenida Brasil. La madre de Krassnoff trabajó como traductora e intérprete en el Ministerio de Relaciones Exteriores.

### Educación primaria y militar
Miguel Krassnoff realizó sus estudios primarios en la Escuela República Argentina Federico Errázuriz (hoy Liceo República Argentina) y los secundarios en el Liceo n.º 8 Arturo Alessandri Palma. En 1963 se incorporó al Ejército de Chile, a pesar de la desaprobación de su madre; cuatro años más tarde ascendió a subteniente como oficial de Infantería y culminó su carrera militar en 1968 con el grado de brigadier.

### Destinaciones del Ejército
- 1967-1969: Regimiento de Infantería N.º 4 “Rancagua” de Arica.
- 1969-1970: Regimiento de Infantería “Carampangue” de Iquique.
- 1971-1973: Instructor de la Escuela Militar de Santiago, ascenso a Teniente.[nota 3]

- Golpe de Estado del 11 de septiembre de 1973: Comanda las fuerzas de alféreces y cadetes que asaltan la casa presidencial de Tomás Moro.
- Diciembre de 1973-junio de 1974: Comisión de Servicio a la Comandancia en Jefe del Ejército. Jefe de Seguridad personal del presidente de la Junta Militar del Gobierno y comandante en jefe del Ejército, general Augusto Pinochet.
- Enero-febrero de 1974: Alumno de la Escuela de las Américas, Panamá.
- Junio de 1974-1976: Comisión de Servicio a la Comandancia en Jefe del Ejército. Comisión Extrainstitucional. Dirección de Inteligencia Nacional (DINA). Ascenso a capitán.

- 1978-1980: Alumno de la Academia de Guerra del Ejército. Ascenso a mayor.
- 1981: Escuela Militar. Comandante del Batallón de Cadetes y profesor auxiliar de Cátedra de Táctica y Operaciones de la Academia de Guerra.
- 1982: Profesor titular de la Cátedra de Táctica y Operaciones y profesor auxiliar de la Cátedra de Informaciones de la Academia de Guerra.
- 1983-1984: Comisión al extranjero. Alumno en la Escuela de Comando y Estado Mayor del Ejército de Brasil.
- 1984-1985: Jefe del Departamento III “Operaciones” del Cuartel General de la V División de Ejército, Punta Arenas. Ascenso a teniente coronel.
- 1986: Jefe del Departamento de Asuntos Generales del Jefe de Estado Mayor del Ejército, Santiago.
- 1987: Subdirector de la Escuela Militar.
- 1988-enero de 1991: Comandante del Regimiento de Infantería “Tucapel” de Temuco y comandante de la Guarnición Militar de esa ciudad. Ascenso a coronel.
- 1991-1993: Jefe de Estado Mayor y comandante del Cuartel General de la IV División de Ejército, Valdivia.
- 1994-1996: Secretario de Coordinación de Instrucción del Ejército, dependiente del Estado Mayor General del Ejército, Santiago. Ascenso a brigadier.
- 1997-1998: Secretario de Coordinación de la Dirección de Operaciones.
- Diciembre de 1998: Solicitud de retiro voluntario indeclinable al Ejército de Chile.

### Escuela de las Américas
Alumno de la Escuela de las Américas, como José Octavio Zara Holger, Alfredo Canales Taricco, Christoph Willeke Flöel, Carlos Parera y otros implicados en procesos a violaciones a los derechos humanos.

«La Escuela de las Américas del Ejército de los Estados Unidos es la escuela que ha entrenado más dictadores y asesinos que ninguna otra en la historia del mundo.»
 Congresista Joseph Kennedy

### Brigada Lautaro de la DINA

Logo de la Dirección de Inteligencia Nacional (DINA)

La brigada Lautaro de la DINA era la unidad de operaciones montada por Manuel Contreras y dirigida por el mayor Juan Morales Salgado. Operaba desde el desconocido cuartel de avenida Simón Bolívar 8630. La chapa de Miguel Krassnoff en ella era "Capitán Miguel o Caballo loco".
Las acciones hasta ahora conocidas de este grupo de agentes de la DINA estaba dirigida en 1976 a la captura de la dirección del Partido Comunista. La brigada funcionaba con un contingente de más de 70 hombres, de los cuales sus miembros operativos ejecutaban la recopilación de información, detenciones, interrogatorios con tortura, ejecución y desaparecimiento de cuerpos de los detenidos.
Para estos efectos contaban con acceso a una gran infraestructura; aparte del cuartel en sí, tenían un variado número de vehículos a su disposición y la posibilidad de usar los helicópteros Puma, del Comando de Aviación del Ejército (CAE) que operaba desde Peldehue. Los miembros de la Brigada Lautaro provenían de las cuatro ramas de las Fuerzas Armadas; había algunos agentes civiles adscritos a las diversas ramas, pero su conformación era mayoritariamente de suboficiales.

### Procesamientos
Miguel Krasnoff fue detenido en 2001 y acusado de haber participado, o estar implicado, en secuestros y desapariciones ocurridos en 1973–1974, cuando era teniente del Ejército destinado en comisión de servicio a la Dirección de Inteligencia Nacional (DINA).
El 20 de abril del año siguiente la Quinta Sala de la Corte de Apelaciones de Santiago lo dejó en libertad provisional en el caso por el secuestro y desaparición de diez opositores a la Dictadura Militar. La resolución fue adoptada en forma unánime por los jueces Hugo Dolmestch, Raimundo Díaz y Juan Muñoz Pardo.
El detalle de los casos fue el siguiente:
- Manuel Contreras Sepúlveda por: Jacqueline Drouilly, César Negrete Peña, Marta Neira, Alfredo Rojas Castañeda, Jaime Vásquez Sáenz, Juan Molina Mogollones, Alej. Ávalos Davidson, Sonia Ríos Pacheco, Elías Villar Quijón, María Isabel Gutiérrez Martínez, Horacio Carabantes, Fabián Ibarra Córdova, Carlos Rioseco Espinoza, Alfredo García Vega, Abel Vilches Figueroa, René Acuña Reyes, Carrasco Matus, Hugo Ríos Videla, Martín Elgueta Pinto, Agustín Martínez Meza, Juan MacLeod, Julieta Ramírez Castro y Luis Palominos Rojas.[10]
- Marcelo Moren Brito por todos los anteriores menos Elgueta, Negrete y Neira.[10]
- Miguel Krassnoff por Negrete, Neira, Drouilly, Rojas, Vásquez, Molina, Ávalos, Acuña, Carrasco, Ríos, Elgueta, Martínez y Palominos.[10]
- Pedro René Alfaro Fernández por: Ríos, Villar, Gutiérrez, Carabantes,[10] Ibarra, Rioseco, García y Vilches.[10]
- Basclay Zapata por: Rojas, Vásquez, Molina, Acuña, Carrasco, Ríos, Elgueta y Palominos.[10]
- Conrado Pacheco Cárdenas por: MacLeod y Ramírez.[10]

El Mercurio publica el 9 de mayo de 2002 que la Corte de Apelaciones rechaza recurso de Contreras y Krassnoff

La Primera Sala de la Corte de Apelaciones de Santiago rechazó este miércoles las apelaciones presentadas por la defensa del general (r) Manuel Contreras y del coronel (r) Miguel Krassnoff.
El Mercurio, 9 de mayo de 2002

Como autores de tormentos y apremios ilegítimos el ministro de fuero, Alejandro Solís, procesó a nueve ex miembros de la plana mayor de la disuelta Dirección de Inteligencia Nacional (DINA): el otrora director (R) Manuel Contreras, el brigadier (R) Pedro Espinoza, el mayor (R) Miguel Krassnoff, el coronel (R) Marcelo Moren Brito, y los ex agentes Osvaldo Romo, Basclay Zapata, Gerardo Godoy, Fernando Laureani y Francisco Ferrer Lima.
«Procesan por torturas a plana mayor de la DINA» , La Nación, 21 de junio de 2005

En mayo de 2003 la justicia chilena dictó autos de procesamientos en contra de Krassnoff y otras personas (Manuel Contreras Sepúlveda, Marcelo Moren Brito, Osvaldo Romo Mena, Maximiliano Ferrer Lima, Fernando Lauriani Maturana, Orlando Manzo Durán, Ciro Torré Sáez y Basclay Zapata Reyes), por el secuestro calificado del sacerdote español Antonio Llidó, quien fue detenido ilegalmente en octubre de 1974 y visto por última vez en el centro de reclusión clandestino de Cuatro Álamos, donde fue torturado por cooperar y encubrir a militantes del MIR, movimiento que legitimaba y practicaba la lucha armada. El caso del sacerdote fue uno de los que determinó la detención en Inglaterra del general Augusto Pinochet, a raíz de la investigación que llevaba el juez español Baltasar Garzón.
Al mes siguiente fue procesado por el ministro Juan Guzmán Tapia, como uno de los autores del delito de secuestro en 1976 de nueve militantes comunistas en lo que se llamó Caso Calle Conferencia, junto a los agentes de la DINA Carlos López Tapia, Germán Barriga Muñoz, el coronel (R) de Carabineros Ricardo Lawrence Mires y el médico Osvaldo Pincetti. Estas víctimas están incluidas en la primera querella contra Augusto Pinochet y otros militares (R), que el 12 de enero de 1998 presentó Gladys Marín, entonces secretaria general del Partido Comunista.
El 7 de julio de 2003 la entonces ministra de Defensa, Michelle Bachelet, declaró que no le constaba que el brigadier (r) Miguel Krassnoff hubiera torturado a detenidos desaparecidos, como han señalado algunas víctimas de violaciones a los derechos humanos de la Dictadura Militar. Bachellet señaló que le parecía que él fue uno de los que la detuvo en su domicilio y estuvo en los interrogatorios a los que fue sometida cuando permaneció recluida en Villa Grimaldi. Bachelet dijo además que siempre escuchó el nombre de Krassnoff relacionado con hechos muy violentos de la Dictadura Militar, pero que ella no puede dar fe de lo sucedido.

"A mí me parece que él es una de las personas que me fue a detener a la casa y que durante mi estadía en Villa Grimaldi estuvo ahí durante los interrogatorios, pero como a uno le vendaban los ojos, no puedo decir otras cosas. Sin embargo yo sí he escuchado muchas veces su nombre mencionado en muchos actos y algunos muy violentos"
Michelle Bachelet

Dos días después varios miembros del GAP, escolta personal del presidente Salvador Allende, acusaron a Krassnoff de haberlos torturado. Existen testimonios como el Jaime Hernández Manzo que inculpan a Krassnoff como autor material de las torturas. El exdetenido explicó que "en Londres 38 Krassnoff no me torturó; solo sufrí agresiones psicológicas, pero al trasldarme a Villa Grimaldi yo constaté realmente con mis ojos, al ceder los scotch que los cubrían, que fui torturado por él, porque él era que el daba vuelta la máquina".
El día antes a las citadas declaraciones de Bachelet, el 6 de julio, Krassnoff, en una entrevista a Reportajes de El Mercurio, había roto el silencio guardado durante 25 años y negado su responsabilidad en las torturas y posteriores desapariciones de prisioneros políticos.
En mayo de 2004, el ministro Alejandro Solís lo condenó a 15 años de prisión por su participación en la detención de la periodista Diana Arón Svigilisky, militante del MIR.
El 4 de julio, el titular del Primer Juzgado de Crimen de Santiago con dedicación exclusiva en causas de derechos humanos, Joaquín Billard, condenó a diez años y un día de presidio al exjefe operativo de la CNI Álvaro Corbalán Castilla por el secuestro calificado y resultado de muerte de Juan Luis Rivera Matus, militante del Partido Comunista, registrado en diciembre de 1975. Junto a Corbalán, fue condenado con la misma pena el exmiembro de la Dirección de Inteligencia del Ejército (DINE), Sergio Díaz López. En tanto, en calidad de encubridores, recibieron sentencias a 600 días de prisión remitida el jefe del Servicio de Inteligencia de la Fuerza Aérea (SIFA), Freddy Ruiz Bunger y Carlos Madrid Hayden. La notificación, para el caso de Corbalán, fue hecha en Punta Peuco. Fuentes allegadas al caso, indicaron que el Ejército habría preferido no trasladado hasta el tribunal, a fin de evitar problemas a raíz de sus últimas salidas. Juan Luis Rivera Matus fue nombrado en el primer informe de la Mesa de Diálogo como una de las víctimas de la represión que había sido lanzada al mar, junto a otras 131 personas. Sin embargo, en 2001 sus restos aparecieron en los terrenos del Fuerte “Justo Arteaga Cuevas”, en Peldehue. Para muchos, este dato echó por el suelo la credibilidad de esta instancia. Rivera Matus militaba en el Partido Comunista y era dirigente sindical de Chilectra. Fue detenido el 6 de noviembre de 1975 en la esquina de Santo Domingo y San Antonio, por cerca de cinco personas de civil que lo subieron a un vehículo tipo station wagon Peugeot de color blanco, sin patente.El mismo día de su secuestro fue interpuesto un recurso de amparo en su favor ante la Corte de Apelaciones de Santiago, el cual, como la casi totalidad de las acciones similares interpuestas durante la dictadura militar, fue rechazado sin más trámite por el tribunal de alzada, luego de un informe negativo sobre la detención emitido por el Ministerio del Interior. El 26 de mayo de 1976 el proceso había sido sobreseído temporalmente.
En noviembre de ese año, el ministro Solís dejó al lado la polémica por la aplicación de la ley de amnistía y optó por dictar sendas condenas en contra de la cúpula de la DINA, entre ellos el general (r) Manuel Contreras, por su responsabilidad en el secuestro de Luis San Martín. El debate que se realiza en el seno del Consejo de Defensa del Estado (CDE) sobre la conveniencia de aplicar este decreto que deja foja cero los ilícitos y el cuestionamiento a la verdadera existencia del secuestro en casos de detenidos desaparecidos, estuvo fuera de la revisión del juez Solís. Por ello el magistrado determinó que Contreras debe cumplir una pena de 15 años de presidio, mientras que el brigadier (r) Raúl Iturriaga Neuman de 10 años y un día de presidio, y los brigadieres (r) Miguel Krassnoff y Gerardo Urrich a tres años y un día de presidio en calidad –los dos últimos- de cómplices. De acuerdo a los antecedentes recogidos por agrupaciones de derechos humanos, el 17 de diciembre de 1974 Luis San Martín, militante del MIR, fue detenido y trasladado –según informan testigos- hasta el centro clandestino conocido como la “Venda Sexy” donde la DINA lideraba la acción de hostigamiento contra los prisioneros.
En diciembre de 2004, Solís notificó de las condenas penales por el secuestro calificado de Edgardo Cortez Joo, militante del MIR detenido en 1975 y desaparecido de Villa Grimaldi. Como autores fueron sentenciados en primera instancia Krassnoff, Moren Brito, Romo, Wenderoth y Zapata. A los cuatro primeros se les impuso una pena de 10 años y al último de cinco años.

#### 2005
El 28 de enero de 2005, luego de ser notificado de su condena y antes de ser conducido al Penal Cordillera, Miguel Krassnoff entregó a la prensa una carta de seis páginas en la que calificaba de "ridículos e inexistentes" los secuestros por los que fueron condenados los miembros de la cúpula de la DINA. Allí señalaba:

"hoy el destino nos castiga injustamente, a través de manos que no han sabido comprender cabalmente su misión ni sus responsabilidades propias. Pero el destino es esencialmente modificable, todo cambia, y todo es transitorio". 
Miguel Krassnoff

Es procesado por el juez Víctor Montiglio por pertenecer a la unidad de Inteligencia del Chile, la Brigada Lautaro.

#### 2010
El ministro de fuero Alejandro Solís Muñoz dictó procesamiento por el secuestro calificado de Muriel Dockendorff, militante del MIR, ocurrido el 6 de agosto de 1974, en Las Condes. Dockendorff Navarrete estuvo detenida en el centro de torturas Londres 38.
El magistrado encausó como responsables del delito a los exintegrantes de la Dirección de Inteligencia Nacional (DINA): Manuel Contreras, Miguel Krassnoff, Marcelo Moren, Gerardo Godoy, Orlando Manzo y Basclay Zapata. El magistrado determinó notificar en los centros de reclusión a los procesados Contreras, Krassnoff, Moren y Zapata del nuevo procesamiento en su contra; en tanto, los acusados Manzo y Godoy fueron notificados en el tribunal.

#### 2011
En noviembre de 2011 fue procesado junto a otros exintegrantes de la DINA (Manuel Contreras Sepúlveda, Marcelo Moren Brito y Basclay Zapata Reyes) por el secuestro calificado de Newton Morales Saavedra, militante del MIR en agosto de 1974. Según los antecedentes, Morales fue detenido sin orden judicial y trasladado al centro de reclusión ubicado en Londres 38. Posteriormente la víctima fue vista en el centro de detención Cuatro Álamos, donde se perdió su rastro. El procesamiento fue dictado por Alejandro Solís, ministro en visita de la Corte de Apelaciones de Santiago.

## Condena por los tribunales de Justicia de Chile
1. En junio de 2006 la Tercera Sala de la Corte de Apelaciones de Santiago lo condenó a 10 años de cárcel por implicación en el secuestro y posterior desaparición de Ricardo Troncoso Muñoz, Elsa Leuthner Muñoz y los hermanos Hernán y María González Inostroza.
2. El 20 de junio de 2007, el ministro Juan Eduardo Fuentes Belmar lo condenó por el secuestro de Ofelio de la Cruz Lazo Lazo, perpetrado el 30 de julio de 1974. El magistrado sentenció al exdirector de la DINA, Manuel Contreras, y al agente civil Osvaldo Romo a cinco años de presidio, mientras que los colaboradores Miguel Krassnoff y Marcelo Moren recibieron tres años y un día.
3. El 29 de junio de 2007 fue procesado por el asesinato del general Carlos Prats,
4. El 2 de octubre de 2008, citado ministro Fuentes codenó a cinco exagentes de la DINA por el secuestro calificado de Álvaro Barrios Duque, ocurrido el 14 de agosto de 1974, en la capital: Contreras recibió 5 años y un día; Krassnoff, 3 años; Moren, otro tanto; Basclay Zapata Reyes y a Nelson Paz Bustamante, 800 días.

"Era [Krassnoff] el oficial de inteligencia encargado de la Brigada Halcón en Villa Grimaldi a cargo de la represión al MIR. Se sentía atraído por la política y quería, junto al "jefe" Manuel Contreras, consolidar una gran base social de apoyo a "su" general Pinochet. Para esa tarea se sentía casi predestinado y en su nombre cometió todos los excesos que miles de personas le atribuyen. Desconfiaba de todo el mundo, tanto dentro de sus filas como de los prisioneros que después de crueles torturas le daban la información que les pedía. "Un traidor lo es siempre, en el lado que esté"
periodista, militante del MIR y ex presa política Gladys Díaz

1. El 23 de mayo de 2013, en una sentencia de primera instancia el ministro en visita Jorge Zepeda impuso penas de 10 años de cárcel al exdirector de la DINA y a los exagentes Moren, Lawrence y Krassnoff por la desaparición del exestudiante de Filosofía Alfonso Chanfreau, ocurrida el 30 de julio de 1974. Chanfreau, estudiante de filosofía de la Universidad de Chile y dirigente del Movimiento de Izquierda Revolucionaria (MIR) fue detenido por agentes de la DINA en su casa de la comuna de Independencia y trasladado al recinto de torturas de Londres 38. Por su origen francés, fue uno de los casos que investigó la justicia de ese país europeo, que finalizó con un juicio en ausencia y condenas contra el fallecido general Augusto Pinochet y otros 18 militares chilenos.[24]

## Encarcelado

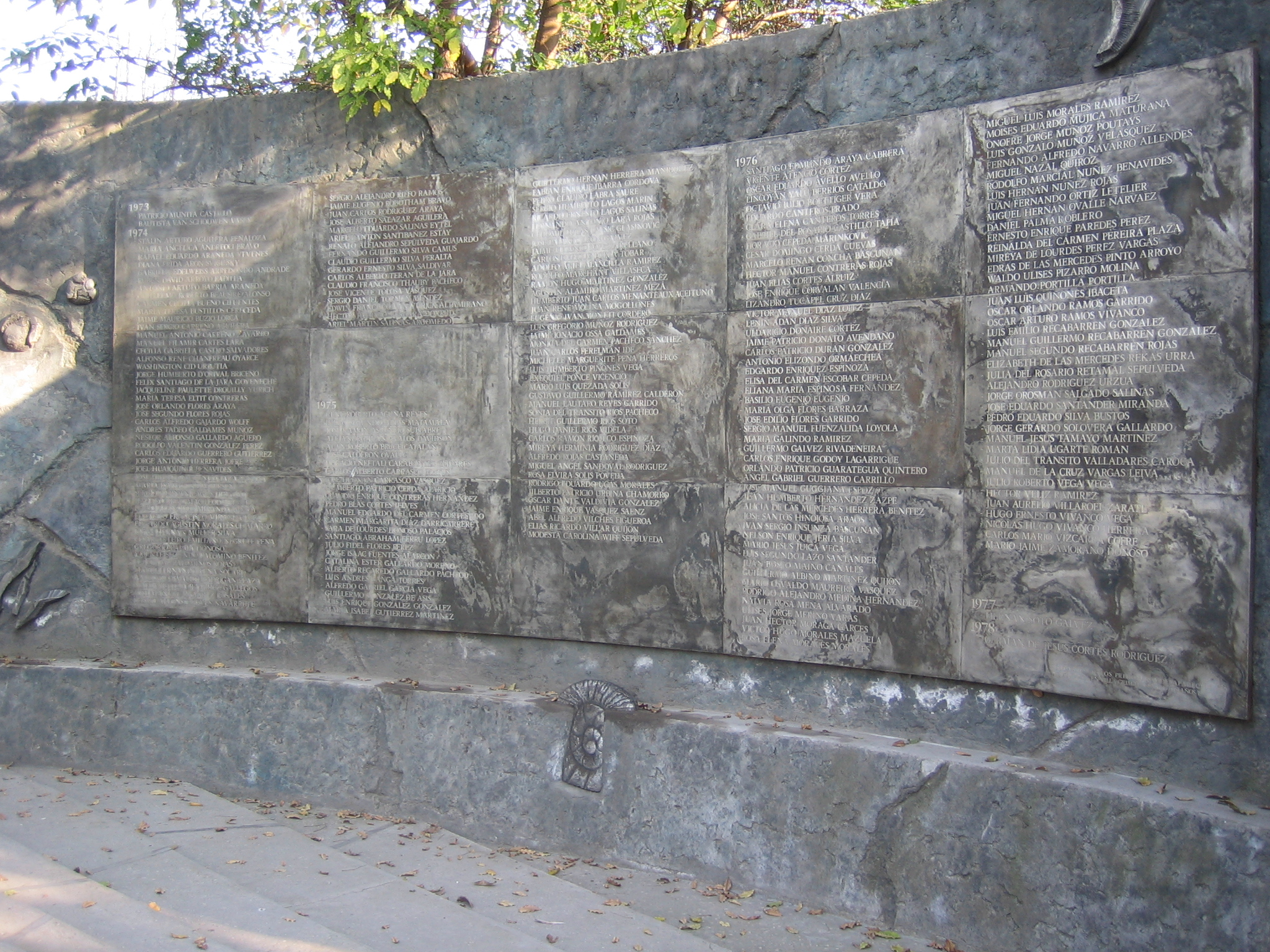
Nombres de los 229 hombres y mujeres ejecutados o hechos desaparecer desde Villa Grimaldi.

En diciembre de 2006, Miguel Krassnoff fue condenado a la pena de cinco años y un día de cárcel, en calidad de cómplice del secuestro en 1975 del ingeniero Eugenio Montti Cordero y de Carmen Díaz Darricarrere, militantes del MIR que estuvieron detenidos en Villa Grimaldi, perdiéndose su rastro desde aquel lugar.
Finalmente, como producto de varias condenas por casos de derechos humanos, Krassnoff fue recluido en el Centro de Detención Cordillera, donde permaneció hasta septiembre de 2013, fecha en la que por decisión del entonces presidente Sebastián Piñera fue trasladado junto con otros ex altos mandos al Penal de Punta Peuco.
Miguel Krassnoff nunca reconoció su culpabilidad o implicancia en ninguno de los puntos de las acusaciones presentadas; por el contrario considera que sirvió heroicamente a su país de adopción.

## Reacciones
El 30 de enero de 2008 Alfonso Márquez de la Plata, exministro de Augusto Pinochet, escribió en la sección Cartas al Director de El Mercurio una carta en defensa de Krassnoff y que generó polémica. Antes, el 17 de diciembre de 2007, el político y periodista apologista de Pinochet Hermógenes Pérez de Arce también lo defendió.
Al presentar el libro Miguel Krassnoff, prisionero por servir a Chile, escrito por Gisela Silva Encina, Pérez de Arce lo llamó “un Jean Valjean, un personaje de Víctor Hugo. El libro de Gisela Silva recuerda a León Tolstoi, sobre todo cuando repasa la vida familiar de este bizarro cosaco que llegó a Chile debido a los avatares de la guerra fría y antes que ella, de la Revolución Rusa".
En noviembre de 2011, Cristian Labbé, entonces alcalde de Providencia, realizó un homenaje en el club homónimo de la comuna en honor a Miguel Krassnoff, producto del lanzamiento de la cuarta edición del citado libro. Este homenaje provocó reacciones diversas entre la ciudadanía chilena, e incluso llegó a afectar a la figura de Piñera, quien fue invitado a la ceremonia; el entonces mandatario se excusó por no poder asistir a través de la encargada de la Dirección de Gestión Ciudadana de la Presidencia, Andrea Ojeda, quien habría agregado que el presidente deseaba éxito a los organizadores del evento. Luego que el Gobierno desmintiera que dicha respuesta representara la opinión de Piñera, Ojeda presentó la renuncia a su cargo. El homenaje a Krassnoff se caracterizó por los incidentes ocurridos en torno al edificio, en donde se registraron graves disturbios protagonizados por manifestantes en contra de la conmemoración, que terminaron con 9 detenidos y 4 policías heridos.
El 16 de diciembre de 2021 el canal de televisión Chilevisión reveló mediante un reportaje que el candidato a la presidencia de Chile por el Partido Republicano, José Antonio Kast, ha visitado e intentado en varias ocasiones gestionar personalmente el indulto de Miguel Krassnoff y otros reos de Punta Peuco ante el gobierno de Sebastián Piñera.

## Publicaciones

### Memorias
- Yo… Testigo, Pensamientos y vivencias (El Roble, 2024), ISBN 9789567855209 [41]

## Obras relacionadas

### Libros
| Año  | Título                                          | Autor/a           | Editorial     | ISBN          | Referencia |
| ---- | ----------------------------------------------- | ----------------- | ------------- | ------------- | ---------- |
| 2008 | Krassnoff: Arrastrado por su Destino            | Mónica Echeverria | Catalonia     | 9789568303877 | [ 42 ]     |
| 2008 | Miguel Krassnoff, Prisionero Por Servir A Chile | Gisela Silva      | Maye          | 9789568433116 | [ 43 ]     |
| 2025 | Psicópatas Chilenos                             | Álvaro Matus      | Plaza y Janés | 9789566129882 | [ 44 ]     |